# Радиолампы производства СССР и России
Радиолампы (электронные лампы), выпускавшиеся в СССР и выпускаемые сейчас в России.

## Заводы-изготовители
Первыми и одновременно крупнейшими в России заводами являются ленинградское объединение «Светлана», которое впоследствии выпускало помимо ламп ещё множество других радиодеталей, а также Московский электроламповый завод (МЭЛЗ). Оба предприятия были основаны до Октябрьской революции, и за всё время своего существования основной продукцией их были и остаются радиолампы.
На «Светлане» производятся приёмно-усилительные и специальные радиолампы. Основной продукцией МЭЛЗ были кинескопы, но завод также выпускал и радиолампы, в частности двойные триоды 6Н8С и 6Н9С. Радиолампы общего применения также выпускали Саратовский завод приёмно-усилительных ламп, Новосибирский электровакуумный завод и Ульяновский радиоламповый завод. Лампы специального назначения выпускались и другими заводами.
Список основных предприятий - производителей электровакуумных приборов:
- Ленинградское объединение «Светлана»
- Московский электроламповый завод (МЭЛЗ)
- Новосибирский электровакуумный завод
- Саратовский завод «Рефлектор» (ныне - Саратовский завод приёмно-усилительных ламп) - обанкрочен в 2000-е годы.
- Калужский радиоламповый завод «Восход»
- «Янтарь» - г. Владикавказ - закрыт в 2000-е годы.
- Ульяновский радиоламповый завод (на жаргоне - «Лампочка») - закрыт и снесён в 2001 г.
- Орловский радиоламповый завод (Орловский завод электронных приборов) (на жаргоне - «Малютка») - закрыт в 1992 г.
- Томилинский электровакуумный завод (ныне - Томилинский завод полупроводниковых приборов (ТЗПП)) - г. Томилино
- Рязанский завод электронных приборов - расформирован в 1993 году, дальнейшая судьба неизвестна.
- НПО «Исток» (ныне - НПП «Исток»)
- Дятьковский завод «Анод»

## Система обозначения

### Начальный период
Названия первых советских радиоламп выбирались произвольно: ПР-1 («пустотное реле первое», 1918 г.), Р-5 («реле пятое», 1922 г.), «Микро» (1923 г., название говорило о пониженном энергопотреблении лампы), «Микро ДС» («двухсеточная», 1927 г.).

### Ранние системы обозначений
С 1929 г. была введена первая единая система обозначений, в которой первая буква обозначала тип лампы, вторая (необязательная) — тип катода и цифра — номер разработки. Так, индекс СО-242 означал: специальная (в данном случае — гептод), с оксидным катодом, разработка № 242. Обозначения были малоинформативны, так как большинство новых ламп попадало в категорию «специальных». Фактически они применялись до начала 1950-х гг., пока выпускались и использовались соответствующие лампы, хотя для них к тому времени были введены и новые индексы (например, пентод СО-257 назывался также 2Ж4).
С развертыванием в 1937 г. производства ряда октальных ламп по лицензии США для них была принята особая система обозначений. В ней первый элемент — цифра, обозначающая напряжение накала в вольтах, второй — буква, обозначающая тип лампы, третий — цифра — количество электродов, выведенных на штырьки цоколя. Так, лицензионный триод с 6-вольтовым накалом обозначался 6Ф5, а пентод — 6Ф6. Такая система также была далека от совершенства, и в 1940 была предложена новая, близкая к современной (см. ниже). Из-за начавшейся войны её внедрение задержалось. Когда по ленд-лизу в страну стали поступать американская аппаратура и лампы, то их аналоги советского производства во избежание путаницы маркировали по американской системе, иногда заменяя латинские буквы кириллическими (например, 6AJ5 и 6АЖ5 — одна и та же лампа). Одновременно выпускались лампы с маркировкой 1929 и 1940 года.

### Современная система обозначений
Современная система обозначения радиоламп введена в начале 1950-х гг. (ГОСТ 5461-50) и с тех пор несколько раз уточнялась. По ней обозначение лампы состоит из пяти элементов (пятый элемент является необязательным).
Следует заметить, что для некоторых ламп старых выпусков сохранены прежние названия.
Элемент 1 — число, обозначающее округленное значение напряжения накала (у приёмно-усилительных ламп):
| Число | Напряжение накала                |
| ----- | -------------------------------- |
| 06    | 625 мВ                           |
| 1     | 800 мВ, 1 В, 1.2 В, 1.4 В, 1.5 В |
| 2     | 2 В, 2.2 В, 2.4 В                |
| 3     | 3.15 В                           |
| 4     | 4 В, 4.2 В, 4.4 В                |
| 5     | 5 В                              |
| 6     | 6 В, 6.3 В                       |
| 7     | 7 В                              |
| 9     | 9 В                              |
| 10    | 10 В                             |
| 12    | 12 В, 12.6 В                     |
| 13    | 13 В                             |
| 17    | 17 В                             |
| 18    | 18 В                             |
| 20    | 20 В                             |
| 25    | 25.2 В                           |
| 30    | 30 В                             |

У генераторных ламп, бареттеров и стабилитронов — буквенный индекс, обозначающий тип лампы:
| ГИ  | Импульсная генераторная лампа                         |
| ГМ  | Модуляторная лампа                                    |
| ГМИ | Импульсная модуляторная лампа                         |
| Г   | Генераторная лампа (для ламп старых выпусков)         |
| ГК  | Генераторная КВ лампа (для частот до 30 МГц)          |
| ГУ  | Генераторная УКВ лампа (для частот до 300 МГц)        |
| ГС  | Генераторная СВЧ лампа (для частот свыше 300 МГц)     |
| ГП  | Регулирующая лампа                                    |
| ГПИ | Регулирующая импульсная лампа                         |
| СГ  | Газонаполненный стабилизатор напряжения (стабилитрон) |
| СТ  | Газонаполненный стабилизатор тока (бареттер)          |

У кинескопов и осциллографических трубок — число, обозначающее диаметр или диагональ экрана в сантиметрах.
Элемент 2 — буква (или две буквы) русского алфавита, обозначающая тип электродной системы лампы (у приёмно-усилительных ламп):
| Буква | Тип электродной системы |
| ----- | --- |
| А     | Частотнопреобразовательные лампы (гексод, гептод или пентагрид)                                                            |
| Б     | Диод-пентод, двойной диод-пентод (комбинированная лампа)                                                                   |
| В     | Лампа со вторичной эмиссией                                                                                                |
| Г     | Диод-триод, двойной диод-триод, тройной диод-триод (комбинированная лампа)                                                 |
| Д     | Одиночный диод (кроме выпрямительного кенотрона)                                                                           |
| Е     | Электронно-световой индикатор                                                                                              |
| Ж     | Высокочастотный пентод с короткой характеристикой                                                                          |
| И     | Триод-гептод или триод-гексод (комбинированная лампа)                                                                      |
| К     | Высокочастотный пентод с удлиненной характеристикой («варимю»)                                                             |
| Л     | Лучевая лампа (кроме лучевого тетрода)                                                                                     |
| М     | Маломощный двойной пентод (выпускалась всего одна лампа данного типа — 12М1М)                                              |
| Н     | Двойной триод |
| П     | Выходной пентод или лучевой тетрод                                                                                         |
| Р     | Выходной двойной тетрод, двойной лучевой тетрод или двойной пентод                                                         |
| С     | Триод |
| Т     | Тиратрон с холодным катодом (выпускался всего один тиратрон с обозначением, принятым для приемно-усилительных ламп — 1Т1А) |
| Ф     | Триод-пентод (комбинированная лампа), исключение — пентод старого выпуска 6Ф6С                                             |
| Х     | Двойной диод (кроме кенотронов)                                                                                            |
| Ц     | Выпрямительный диод (кенотрон) любого типа                                                                                 |
| Э     | Тетрод |
| СР    | Двойной пентод-триод |

Октоды обозначения не имеют, так как эти лампы не выпускались в СССР и не выпускаются ныне в России.
У электроннолучевых приборов:
| ЛИ  | Передающая трубка                                                            |
| ЛК  | Кинескоп с электромагнитным отклонением луча                                 |
| ЛМ  | Осциллографическая трубка с электромагнитным отклонением луча                |
| ЛН  | Запоминающая трубка                                                          |
| ЛНС | Знакопечатающая запоминающая трубка                                          |
| ЛО  | Осциллографическая трубка или кинескоп с электростатическим отклонением луча |
| ЛП  | Электроннолучевой переключатель                                              |
| ЛС  | Знакопечатающая трубка                                                       |
| ЛФ  | Функциональная трубка                                                        |

У стабилитронов и бареттеров — число, обозначающее номер разработки.
У генераторных ламп второго элемента обозначения нет.
Элемент 3:
У генераторных и приёмно-усилительных ламп, кинескопов и осциллографических трубок — число, обозначающее номер разработки.
У стабилитронов и бареттеров — то же, что и 4-й элемент для приёмно-усилительных ламп.
Элемент 4:
У стабилитронов и бареттеров отсутствует.
У кинескопов и осциллографических трубок может обозначать тип люминофора, применённого для экрана (см. Кинескоп#Обозначение и маркировка).
У приёмно-усилительных ламп — буква, обозначающая конструктивное исполнение лампы:
| Буква     | Конструктивное исполнение |
| --------- | --- |
| А         | Субминиатюрный стеклянный баллон диаметром 5-8 мм с гибкими проволочными выводами                                                                                              |
| Б         | Субминиатюрный стеклянный баллон диаметром 8-10,2 мм с гибкими проволочными выводами                                                                                           |
| Г         | Миниатюрный стеклянный баллон диаметром более 10,2 мм с гибкими проволочными выводами                                                                                          |
| Д         | Керамический баллон с дисковыми выводами («маячковые» лампы) |
| Ж         | Лампа типа «жёлудь» - миниатюрный стеклянный баллон с жесткими радиальными выводами.                                                                                           |
| К         | Керамический баллон со штыревыми выводами. |
| Л         | Лампа с октальным цоколем, оснащенным замком, что исключает выпадание лампы из панели при тряске («локталь»). Баллон стеклянный, снаружи закрытый алюминиевым кожухом.         |
| М         | Малогабаритный стеклянный баллон с октальным цоколем уменьшенной высоты («малгаб»). Буква сохранена лишь для некоторых ламп старых выпусков (2К2М, 2Ж2М, 2П9М, 30Ц1М и т. д.). |
| Н         | Нувистор (миниатюрная лампа в металлокерамическом баллоне). |
| П         | Миниатюрная («пальчиковая») лампа — стеклянный баллон диаметром до 22 мм с семью («гепталь») или девятью («новаль») жесткими выводами, впаянными непосредственно в дно.        |
| С         | Крупногабаритный стеклянный диаметром более 22,5 мм или металлокерамический баллон, в том числе с октальным цоколем.                                                           |
| Р         | Субминиатюрный стеклянный баллон диаметром менее 5 мм с гибкими проволочными выводами. В таком оформлении была выпущена единственная лампа - 1Ж25Р)                            |
| Нет буквы | Металлический (обычно стальной) баллон с октальным цоколем |

У генераторных ламп — буква, обозначающая тип охлаждения:
| Буква     | Охлаждение                                              |
| --------- | ------------------------------------------------------- |
| А         | Принудительное жидкостное, водяное или воздушно-водяное |
| Б         | Принудительное воздушное                                |
| К         | Контактное                                              |
| П         | Испарительное                                           |
| Нет буквы | Естественное воздушное                                  |

У других приборов четвёртый элемент отсутствует.
Элемент 5 — характеризует особые свойства ламп. Необязателен, ставится всегда через дефис, применим только к приёмно-усилительным лампам.
| Буква | Значение |
| ----- | --- |
| В     | Лампа повышенной механической прочности и надёжности |
| Е     | Лампа повышенной долговечности (5000 часов и более) |
| Д     | Лампа особо высокой долговечности (10000 часов и более) |
| И     | Лампа, предназначенная для работы в импульсном режиме |
| К     | Лампа повышенной механической прочности и надёжности с повышенной вибростойкостью |
| Р     | Лампа повышенной механической прочности и надёжности, с повышенной радиационной стойкостью (лучше, чем В; однако, для замены лампы группы В, в обозначении должны присутствовать и Р, и В) |

В пятом элементе обозначения могут использоваться сразу несколько букв, например 6П14П-ЕВ — выходной пентод повышенной механической прочности, надёжности и повышенной долговечности.
Следует заметить, что не все обозначения ламп соответствует системе (но это бывает крайне редко), например, для лампы ГУ-72 максимальная рабочая частота — 10 МГц, а ГК-71, паспортная предельная рабочая частота которой 20 МГц, может работать на частотах до 60 МГц (а такие лампы обычно обозначаются ГУ). Также некоторые приёмно-усилительные лампы, маркируемые как выходные (1П24Б, 4П1Л, 6П3С, 6П6С, 6П7С, 6П13С, 6П20С, 6П21С, 6П31С, 6П36С, 6П41С, 6П42С, 6П44С, 6П45С и др.), могут работать как генераторные.

## Типы

### Диоды и кенотроны
6Д3Д — ВЧ диод

6Д4Ж, 6Д6А — диоды, предназначенные для детектирования сигналов

6Д20П — демпферный диод, применяется в чёрно-белых телевизорах с углом отклонения луча 110 градусов
6Х2П, 6Х6С, 6Х7Б, 12Х3С — двойные диоды, применяются для детектирования сигналов
1Ц1С, 1Ц7С, 1Ц11П, 1Ц21П — высоковольтные кенотроны, применяются в узлах строчной развёртки телевизоров

2Ц2С — высоковольтный кенотрон

5Ц3С, 5Ц4М, 5Ц4С, 5Ц8С, 5Ц9С, 5Ц12П, 6Ц4П, 6Ц5С, 6Ц10П, 30Ц1М, 30Ц6С — кенотроны, применяемые в блоках питания ламповой радиоаппаратуры

### Триоды и двойные триоды
| Тип                                                                                               | Назначение |
| ------------------------------------------------------------------------------------------------- | --- |
| Для каскадов усиления напряжения низкой частоты в звуковоспроизводящей аппаратуре                 | |
| 6С2С, 6С3С, 6С5С                                                                                  | Триоды с высоким коэффициентом усиления |
| 6Н1П, 6Н8С                                                                                        | Двойные триоды со средним коэффициентом усиления |
| 6Н2П, 6Н9С                                                                                        | Двойные триоды с высоким коэффициентом усиления |
| Для предварительных каскадов усиления мощности низкой частоты в звуковоспроизводящей аппаратуре   | |
| 6Н6П, 6Н30П                                                                                       | Двойные триоды с низким внутренним сопротивлением |
| Для оконечных каскадов усиления мощности низкой частоты в звуковоспроизводящей аппаратуре         | |
| 6С4С (2С4С)                                                                                       | Выходной триод |
| 6Н5С                                                                                              | Двойной триод с низким внутренним сопротивлением |
| ГМ-70                                                                                             | Выходной НЧ триод. |
| Регулирующие лампы для стабилизаторов напряжения                                                  | |
| 6С19П                                                                                             | Триод с низким внутренним сопротивлением |
| 6С33С (6С18С)                                                                                     | Мощный стеклянный триод с низким внутренним сопротивлением и большой крутизной. |
| 6Н13С (6Н5С)                                                                                      | Двойной триод с низким внутренним сопротивлением |
| Для предварительных каскадов усиления напряжения высокой частоты (малой мощности высокочастотные) | |
| 6С1Ж                                                                                              | Триод типа «жёлудь» для генерирования или усиления напряжения высокой частоты. Долговечность не менее 500 ч.                                                                                                  |
| 6С3П (6С4П)                                                                                       | Высокочастотный триод со средним коэффициентом усиления. Долговечность не менее 500 ч. |
| 6С4П                                                                                              | Высокочастотный триод для усиления напряжения высокой частоты преимущественно в схемах с заземленной сеткой. Долговечность не менее 500 ч.                                                                    |
| 6С15П (6С45П)                                                                                     | Триод с высокой крутизной характеристики |
| 6C16Б (6С17Б)                                                                                     | Триод миниатюрного исполнения для широкополосного усиления напряжения высокой и низкой частоты и генерирования колебаний.                                                                                     |
| 6C51Н                                                                                             | Триод (нувистор) для генерирования или усиления колебаний в диапазоне от инфранизких до сверхвысоких частот. Может работать в импульсных схемах.                                                              |
| 6Н3П (6Н5П)                                                                                       | Двойной триод для работы в качестве преобразователя и гетеродина в блоках УКВ ламповых радиоприемников |
| 6Н14П                                                                                             | Двойной триод для усиления напряжения высокой частоты с низким уровнем шумов. Долговечность не менее 1500 ч.                                                                                                  |
| 6Н23П                                                                                             | Двойной универсальный триод для работы в качестве широкополосного усилителя и смесителя высокой частоты с низким уровнем шумов и в схемах маломощных усилителей и генераторов. Долговечность не менее 1000 ч. |
| 6Н24П                                                                                             | Двойной триод для усиления напряжения высокой частоты. Долговечность не менее 1000 ч. |

### Тетроды
6Э5П, 6Э6П, 6Э12П — ВЧ тетроды
6П1П, 6П3С, 6П6С, Г-807 — выходные лучевые тетроды
6П13С, 6П36С, 6П45С — лучевые тетроды для блоков строчной развёртки телевизоров.
6П21С - лучевой тетpод с катодом пpямого накала. Цоколь октальный. Анод выведен на колпачок ввеpху баллона.
6П23П - лучевой тетpод с катодом пpямого накала. Офоpмление пальчиковое. Анод выведен на колпачок ввеpху баллона.

### Пентоды
6П14П — НЧ выходной пентод
6Ж32П — малошумящий пентод для усилителей записи/воспроизведения магнитофонов
6Р4П — двойной пентод; применялся в телевизорах
ГУ-50 — ВЧ выходной пентод
1Ж18Б, 1Ж24Б, 1Ж29Б — ВЧ стержневые пентоды
1П24Б — ВЧ выходной стержневой пентод
13Ж41С — пентод очень высокой долговечности для работы в усилителях подводных кабелей телефонной связи. Расчётная долговечность ≥ 100 000 часов, что соответствует более чем 11 годам непрерывной работы.

### Гептоды
6А7, 6А2П, 6А10П — гептоды-преобразователи для радиоприёмников.
6И1П, 6И4П — триод-гептоды. 
6Л7 — лучевая смесительная лампа.
Гептоды широко использовались в качестве преобразователя частоты в супергетеродинных приёмниках: 6A2П — в связных приёмниках, 6И1П — в радиовещательных (бытовых) приёмниках; в этом случае на триодной части 6И1П выполнялся гетеродин. 